# Сарсенові камені

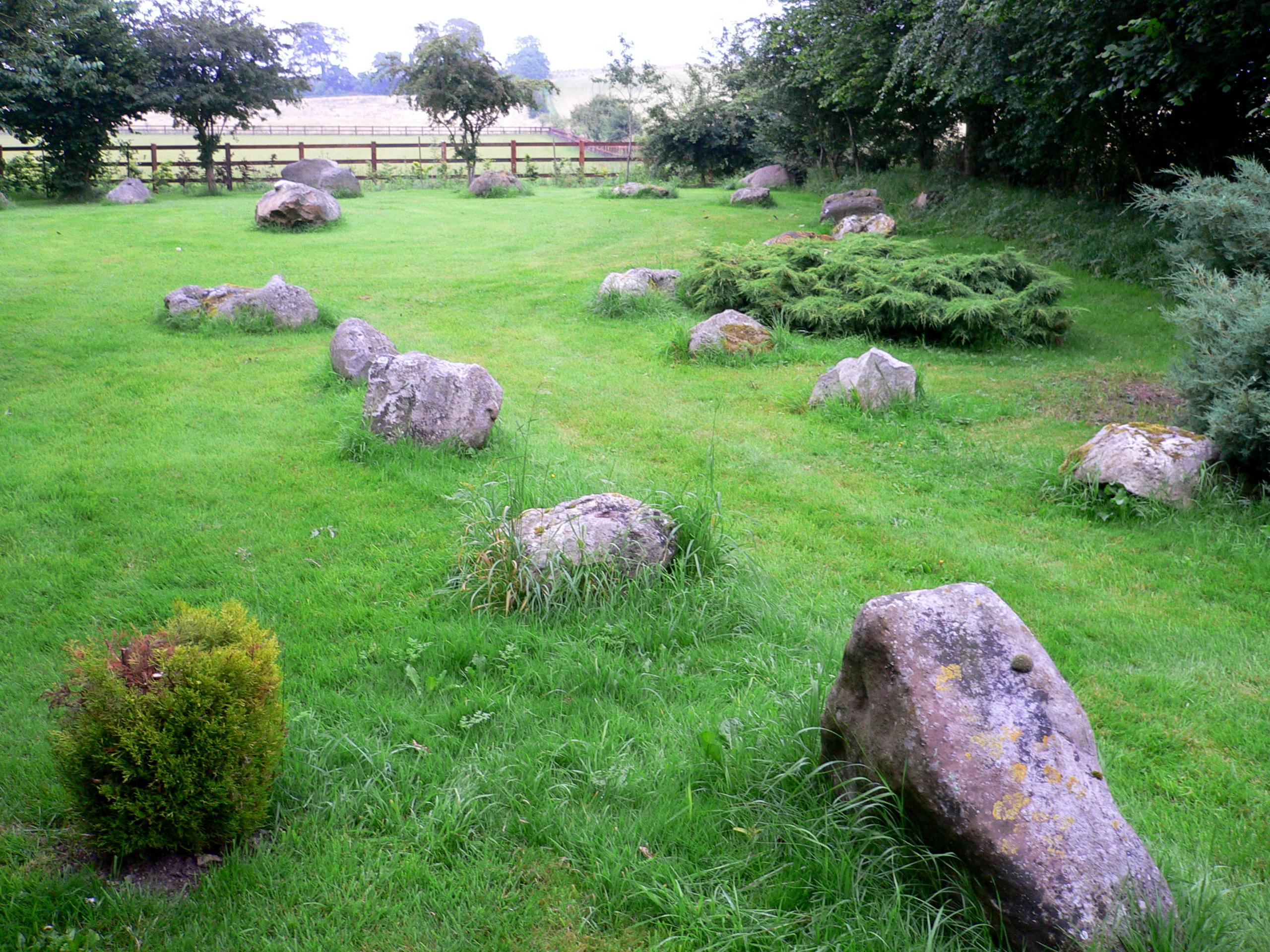
Сарсени Вілтширу (Wiltshire).

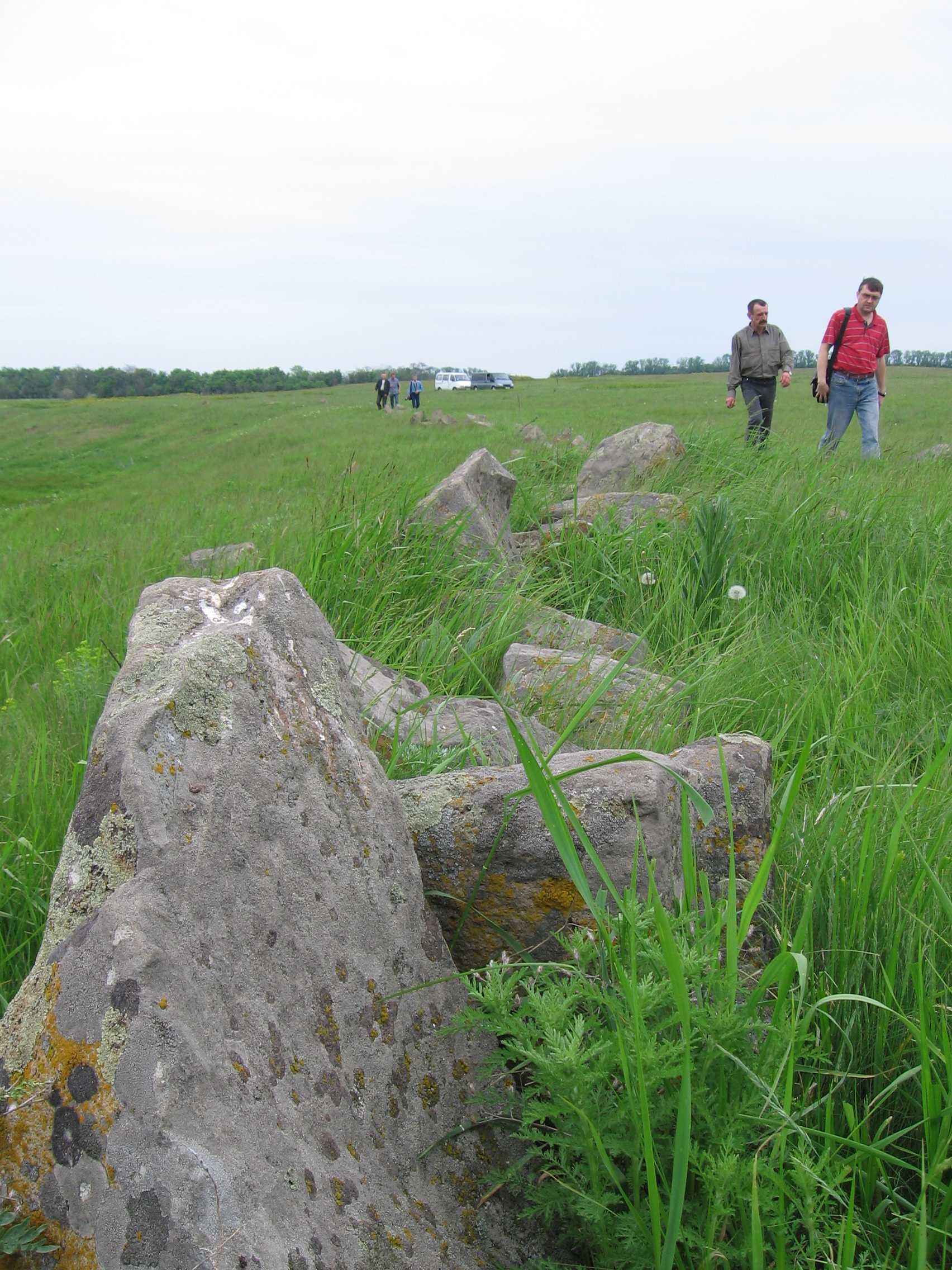
Сарсени Докучаївська. Докучаївськ. Україна.

Сарсенові камені — блоки пісковику у великій кількості знайдені на рівнині Солсбері , Марлборо-Даунс, в Кенті, і в невеликих кількостях в Беркширі, Оксфордширі, Дорсеті і Гемпширі. В Україні — в районі Докучаївська та ін.(див. Сарсени Докучаївська).
Будівельники Стоунхенджа використовували ці камені для стійок. У багатьох інших мегалітичних пам'ятках в Південній Англії також використані сарсенові камені.